# Тарасий (патриарх Константинопольский)
Патриа́рх Тара́сий (греч. Πατριάρχης Ταράσιος; ок. 730 — 25 февраля 806) — патриарх Константинопольский с 784 года. Почитается святым, в Православной и Восточнокатолической церквях память 25 февраля, и в Католической (Латинской) — 18 февраля.

## Жизнеописание
Во время реакции против иконоборчества Тарасий, имевший знатное происхождение, занимал должность секретаря императрицы Ирины и был значимой фигурой в делах управления империей.
В целях подготовки к проведению Вселенского собора Ириной было организовано избрание нового константинопольского патриарха вместо умершего в 784 году Павла. При обсуждении кандидатов на организованном Ириной собрании в Мангаварском дворце Константинополя после приветственной речи императрицы раздались возгласы в поддержку Тарасия, который не был духовным лицом. Ирина сама желала видеть патриархом Тарасия («мы его же назначаем, но он не слушается») и он согласился, произнеся продолжительную речь о необходимости проведения Вселенского собора.
Тарасий был быстро возведён во все степени священства и 25 декабря 784 года в праздник Рождества Христова был поставлен константинопольским патриархом. После этого Тарасий по традиции разослал изложение своего вероисповедания всем предстоятелям церквей, включая папу римского — «…отправил в Рим соборные послания и книгу своего вероисповедания, которая и принята папою Адрианом». Дополнительно были разосланы приглашения на Вселенский собор, написанные от имени Ирины, её сына Константина и самого Тарасия.
На состоявшемся в 787 году в Никее Седьмом Вселенском соборе Тарасий был председательствующим и отстаивал восстановление иконопочитания.
В правление императора Константина VI Тарасий вначале отказался расторгнуть его брак с Марией Амнийской, внучкой праведного Филарета Милостивого, чтобы заточить Марию в монастырь и сочетаться браком со своей родственницей. Император попытался обвинить Марию в попытке отравить его. Патриарх заявил, что единственным основанием для расторжения брака является доказанное прелюбодеяние. Позднее под давлением императора Тарасий согласился на постриг Марии и император смог вступить в новый брак со своей фавориткой Федотой и даже короновал её. Это вызвало волнения среди христиан, монастырь на Олимпе даже отложился от византийской церкви, ставя в вину патриарху Тарасию постриг Марии. С воцарением Ирины Тарасий продолжил возглавлять церковь и по словам жития: «пребывал в мире и тишине, ревностно пася словесное своё стадо». Святитель Тарасий мудро управлял Церковью 22 года. Он вёл суровую аскетическую жизнь. Всё своё имение он истратил на Богоугодные дела, питая и покоя стариков, нищих, сирот и вдов, а в Святую Пасху устраивал для них трапезу, на которой сам прислуживал.
Согласно житию Тарасия, перед смертью бесы, напоминая его жизнь с самой юности, старались приписать святителю не совершённые им грехи, но он обличил их в клевете.
Скончался Тарасий 25 февраля 806 года после болезни. Был погребён в устроенном им монастыре на Босфоре. У гроба его совершались многие чудеса.